# Velika Slatina
Sllatinë e Madhe en albanais et Velika Slatina en serbe latin (en serbe cyrillique : Велика Слатина) est une localité du Kosovo située dans la commune/municipalité de Fushë Kosovë/Kosovo Polje, district de Pristina (Kosovo) ou district de Kosovo (Serbie). Selon le recensement kosovar de 2011, elle compte 1 839 habitants, tous albanais.

## Démographie

### Évolution historique de la population dans la localité
| 1948 | 1953 | 1961 | 1971  | 1981  | 1991  | 2011  |
| ---- | ---- | ---- | ----- | ----- | ----- | ----- |
| 621  | 692  | 842  | 1 267 | 1 580 | 1 697 | 1 839 |

|  |